# Junioren-Badmintonpanamerikameisterschaft 2018
Die Junioren-Badmintonpanamerikameisterschaft 2018 fand vom 22. bis zum 26. Juli 2018 in Salvador statt.

## Medaillengewinner der U19
| Disziplin    | Gold                    | Silber                              | Bronze                          |
| ------------ | ----------------------- | ----------------------------------- | ------------------------------- |
| Herreneinzel | Jonathan Matias         | Karthik Kalyanasundaram             | Kevin Wang                      |
| Herreneinzel | Jonathan Matias         | Karthik Kalyanasundaram             | Anthony Nguyen                  |
| Dameneinzel  | Talia Ng                | Wendy Zhang                         | Fernanda Saponara Rivva         |
| Dameneinzel  | Talia Ng                | Wendy Zhang                         | Katie Ho-Shue                   |
| Herrendoppel | Winston Tsai Ryan Zheng | Santiago de la Oliva Nicolás Macías | Andrew Choi Victor Lu           |
| Herrendoppel | Winston Tsai Ryan Zheng | Santiago de la Oliva Nicolás Macías | Bryce Kan Ethan Chun-Ming Low   |
| Damendoppel  | Crystal Lai Wendy Zhang | Sanchita Pandey Esther Shi          | Jaqueline Lima Sâmia Lima       |
| Damendoppel  | Crystal Lai Wendy Zhang | Sanchita Pandey Esther Shi          | Nicole Marquez Adelina Quiñones |
| Mixed        | Kevin Wang Wendy Zhang  | Stanley Feng Talia Ng               | Diego Subauste Micaela Flores   |
| Mixed        | Kevin Wang Wendy Zhang  | Stanley Feng Talia Ng               | Kyle To Crystal Lai             |

## Medaillengewinner der U17
| Disziplin    | Gold                           | Silber                        | Bronze                                                |
| ------------ | ------------------------------ | ----------------------------- | ----------------------------------------------------- |
| Herreneinzel | William Guimaraes              | Colin Jia                     | Thiago Mozer Ribeiro                                  |
| Herreneinzel | William Guimaraes              | Colin Jia                     | Darren Choi                                           |
| Dameneinzel  | Jacqueline Cheung              | Jolie Wang                    | Sânia Lima                                            |
| Dameneinzel  | Jacqueline Cheung              | Jolie Wang                    | Au Sharon                                             |
| Herrendoppel | Rafael Faria William Guimaraes | Darren Choi Colin Jia         | Connor Lam Joshua Yang                                |
| Herrendoppel | Rafael Faria William Guimaraes | Darren Choi Colin Jia         | Mariano Novoa Aservi Gustavo Salazar De Souza-Peixoto |
| Damendoppel  | Jacqueline Cheung Tiffany Too  | Nicole Ju Tiffany Kuang       | Shibani Ram Rachel Ye                                 |
| Damendoppel  | Jacqueline Cheung Tiffany Too  | Nicole Ju Tiffany Kuang       | Sânia Lima Sayane Lima                                |
| Mixed        | Darren Choi Jacqueline Cheung  | Tony Liuzhou Jacqueline Zhang | Joshua Yuan Claire Chen                               |
| Mixed        | Darren Choi Jacqueline Cheung  | Tony Liuzhou Jacqueline Zhang | Derek Tan Nicole Ju                                   |

## Medaillengewinner der U15
| Disziplin    | Gold                     | Silber                                         | Bronze                                         |
| ------------ | ------------------------ | ---------------------------------------------- | ---------------------------------------------- |
| Herreneinzel | Daniel Bielin            | Minh Cheng                                     | Siddhartha Javvaji                             |
| Herreneinzel | Daniel Bielin            | Minh Cheng                                     | Adrian Mar                                     |
| Dameneinzel  | Natalie Chi              | Juliana Viana Vieira                           | Kalea Sheung                                   |
| Dameneinzel  | Natalie Chi              | Juliana Viana Vieira                           | Shriya Chockalingam                            |
| Herrendoppel | Adrian Mar Andrew Wang   | Mariano Velarde Alzamora Adriano Viale Aguirre | Henry Tang Andrew Yuan                         |
| Herrendoppel | Adrian Mar Andrew Wang   | Mariano Velarde Alzamora Adriano Viale Aguirre | Aldair Ayala Angel Ramirez                     |
| Damendoppel  | Natalie Chi Kalea Sheung | Netra Shetty Jolie Wang                        | Sophia Nong Joanna Xu                          |
| Damendoppel  | Natalie Chi Kalea Sheung | Netra Shetty Jolie Wang                        | Fernanda Munar Solimano Rafaela Munar Solimano |
| Mixed        | Andrew Wang Jolie Wang   | Adrian Mar Emily Han                           | Daniel Bielin Natalie Chi                      |
| Mixed        | Andrew Wang Jolie Wang   | Adrian Mar Emily Han                           | Andrew Yuan Kalea Sheung                       |

## Medaillengewinner der U13
| Disziplin    | Gold                      | Silber                                      | Bronze                                   |
| ------------ | ------------------------- | ------------------------------------------- | ---------------------------------------- |
| Herreneinzel | Adam Tay                  | Kyle Wang                                   | Jeffrey Chang                            |
| Herreneinzel | Adam Tay                  | Kyle Wang                                   | Michael Ji                               |
| Dameneinzel  | Veronica Yang             | Annabelle Zhang                             | Savanna Lee                              |
| Dameneinzel  | Veronica Yang             | Annabelle Zhang                             | Kylie Yang                               |
| Herrendoppel | Jeffrey Chang Kyle Wang   | Kai Chong Alvin Ng                          | Lyem Fedoretz Ryan Liu                   |
| Herrendoppel | Jeffrey Chang Kyle Wang   | Kai Chong Alvin Ng                          | Ian Brandes Augusto Marcelo Novoa Aservi |
| Damendoppel  | Chloe Ho Veronica Yang    | Talli Chomchey Rivera Mirei Moromisato Kina | Chloe Lee Kylie Yang                     |
| Damendoppel  | Chloe Ho Veronica Yang    | Talli Chomchey Rivera Mirei Moromisato Kina | Simone Huang Melissa Roque               |
| Mixed        | Weslie Chen Veronica Yang | Adam Tay Chloe Ho                           | Jeffrey Chang Savanna Lee                |
| Mixed        | Weslie Chen Veronica Yang | Adam Tay Chloe Ho                           | Kyle Wang Charlotte Tse                  |

## Medaillengewinner der U11
| Disziplin    | Gold                  | Silber                                          | Bronze                                              |
| ------------ | --------------------- | ----------------------------------------------- | --------------------------------------------------- |
| Herreneinzel | Oliver Chen           | Ricky Tao                                       | Kenneth Chen                                        |
| Herreneinzel | Oliver Chen           | Ricky Tao                                       | Solomon Tong                                        |
| Dameneinzel  | Lyric Su              | Paula Guo                                       | Yasmin Nascimento                                   |
| Dameneinzel  | Lyric Su              | Paula Guo                                       | Naomi Junco Vásquez                                 |
| Herrendoppel | Oliver Chen Ricky Tao | Kenneth Chen Ryan Huang                         | Marcos Almeida Lima Filho Fhelipe Lennon Santos     |
| Herrendoppel | Oliver Chen Ricky Tao | Kenneth Chen Ryan Huang                         | Gustavo Cruz Joao Pedro Schwarz Mello               |
| Damendoppel  | Paula Guo Lyric Su    | Luciana Barboza Lescano Carla Valdivia Bernales | Anne Kelly Macedo Ana Beatriz Reis                  |
| Damendoppel  | Paula Guo Lyric Su    | Luciana Barboza Lescano Carla Valdivia Bernales | Jessica Kallynne Coutinho Vitoria Leticia Morais    |
| Mixed        | Oliver Chen Lyric Su  | Marcelo Ruiz Starke Luciana Barboza Lescano     | Guillermo Buendía Maldonado Carla Valdivia Bernales |
| Mixed        | Oliver Chen Lyric Su  | Marcelo Ruiz Starke Luciana Barboza Lescano     | Sebastián Callo Soberón Valeria Schaefer Carmona    |